# アーシュラ・ヴォーン・ウィリアムズ
ジョアン・アーシュラ・ペントン・ヴォーン・ウィリアムズ（Joan Ursula Penton Vaughan Williams 旧姓ロック Lock 1911年3月15日 - 2007年10月23日）は、イングランドの詩人、作家。作曲家であるレイフ・ヴォーン・ウィリアムズの2番目の妻であり、夫の伝記を記した。

## 生涯
アーシュラはマルタ共和国のバレッタに生まれた。父はロバート・ロック（Robert Lock）少尉であり、アーサー・ペントン（Arthur Penton）少尉の娘のカスリーン・ベリル・ペントン（Kathleen Beryl-）が母であった。アーシュラは1921年より詩作を開始しており、1941年には最初の詩集である「No Other Choice」が出版されている。2作目の詩集は「Fall of Leaf」と題され、1943年に発表された。
1930年代、アーシュラはオールド・ヴィック・シアターで学んでいた。1933年に陸軍士官のマイケル・フォレスター・ウッド（Michael Forrester Wood）と結婚する。ヴォーン・ウィリアムズと出会ったのは1938年であり、この時に彼女はヴォーン・ウィリアムズに音楽をつけてほしいと願っていた演劇へと彼を向かわせた。この出会いがきっかけとなり、合唱曲「祝婚歌」での協力が実現する。2人は共に配偶者を持つ身でありながら、不倫関係へと陥る。彼女の夫であるマイケル・ウッドは、1942年の従軍中に心臓発作により死亡した。夫の死後もヴォーン・ウィリアムズとの関係を継続していたアーシュラであったが、同時に関節炎によって手足が不自由となった彼の妻のアデリーン（Adeline）を介護しており、彼女の了承のもとでの関係であった。アーシュラはヴォーン・ウィリアムズに文学面から助言を与えるとともに個人的な助手となったのである。
アデリーンは1951年にこの世を去った。1953年2月になって、アーシュラとヴォーン・ウィリアムズは結婚する。彼女は夫が前妻の病によって中断せざるを得なくなっていた作曲を再開するよう励まし、クリスマス・カンタータの「オディエ」など彼の最後の合唱作品2点へリブレットを書き下ろした。ヴォーン・ウィリアムズが1958年にこの世を去ると、アーシュラは翌年にロンドンのリージェンツ・パークの近くへ居を構えた。
1964年、アーシュラは夫の伝記「RVW: A Biography of Ralph Vaughan Williams」を出版した。1972年には自叙伝である「Paradise Remembered」も完成させていたが、これは2002年になるまで出版されないままとなっていた。これとは別に彼女は「Set to Partners」（1968年）、「The Yellow Dress」（1984年）など4作の小説を著しており、詩集は5集を発表している。彼女はヴォーン・ウィリアムズ以外にもハーバート・ハウエルズ、マルコム・ウィリアムソン、エリザベス・ラッチェンスといった作曲家のためにリブレットを書いており、有名な作品にはハウエルズが曲をつけた「Hymn to St. Cecilia」がある。
ロンドンで96年の生涯を閉じるまで、アーシュラはレイフ・ヴォーン・ウィリアムズ協会の名誉会長を務めていた。また、英国民族舞踊民謡協会の会長でもあった。

## 伝記
- The Complete Poems of Ursula Vaughan Williams
- There was a time... A pictorial journey from the collection of Ursula Vaughan Williams
- Paradise Remembered (autobiography)
- The Collected Poems of Ursula Vaughan Williams